# 一化控股
一化控股(中國)有限公司，簡稱一化控股(中國)，以及一化控股（英語：China First Chemical Holdings Limited，港交所除牌前：2121），於1958年當時福建福州市政府設立前身為「福州第一化工廠」（福州一化化學品股份有限公司前身），1970年成立前身為「福建省富文化工廠」（福建榕昌化工有限公司前身），後在1992年成立前身為「福建省屏南榕屏聯營化工廠」（福建省（屏南）榕屏化工有限公司前身）。
2005年，由林強華（主席）經多項旗下信託以管理層方式（MBO）進行收購3家企業。2010年，Trophy Group Limited以4000萬美元成功籌集資金。
總部位於中国福州市五一中路88号平安大厦19A（邮编：350005）。業務在中國內地經營生產和銷售漂白消毒类化学品及ADC发泡剂。
股份在2011年12月9日於港交所主板上市。招股價為3.25港元，全球發售為2億股，集資額為6.5億港元。

## 連結
- ChinaFirstChemical.com （页面存档备份，存于）